# Seznam chráněných území v okrese Topoľčany
Toto je seznam chráněných území v okrese Topoľčany aktuální k roku 2017, ve kterém jsou uvedena chráněná území v oblasti okresu Topoľčany.
| Kód  | Obrázek         | Typ | Název             | Rozloha (ha) | Galerie Commons                                              | Popis území | Souřadnice                       |
| ---- | --------------- | --- | ----------------- | ------------ | ------------------------------------------------------------ | --- | -------------------------------- |
| 25   |                 | PP  | Čermiansky močiar | 5,4457       |                                                              | |                                  |
| 1154 | Čertova pec     | PP  | Čertova pec       | —            | Kategorie „Čertova pec“ na Wikimedia Commons                 | Jeskyně je krasový jev ve skále tvořené vápennými horninami (dolomity). Je dlouhá 27 metrů a oboustranně průchodná. Představuje velmi vzácnou archeologickou a paleontologickou lokalitu s doklady o vícenásobném paleolitickém osídlení | 48°33′37″ s. š., 17°54′55″ v. d. |
| 1190 |                 | CHA | Dolné lazy        | 7,2649       |                                                              | |                                  |
| 45   | Holé brehy      | PR  | Holé brehy        | 5,4400       | Kategorie „Holé brehy (nature reserve)“ na Wikimedia Commons | Floristicky pestré a bohaté zbytky xerotermních spoločenstev s mimořádně hojným výskytem koniklece velkokvětého (Pulsatilla vulgaris subsp. grandis) ve východní časti Považského Inovce                                                 | 48°38′53″ s. š., 18°1′24″ v. d.  |
| 1269 |                 | CHA | Hradná dolina     | 14,33        |                                                              | Údolní jasanovo-olšový luh | 48°36′35″ s. š., 18°1′16″ v. d.  |
| 51   |                 | NPR | Hrdovická         | 30,0300      |                                                              | |                                  |
| 808  |                 | PR  | Kovarská hôrka    | 4,4000       |                                                              | |                                  |
| 85   |                 | CHA | Kulháň            | 128,98       |                                                              | | 48°41′35″ s. š., 18°5′16″ v. d.  |
| 142  |                 | PR  | Preliačina        | 35,8700      |                                                              | |                                  |
| 157  |                 | PR  | Solčiansky háj    | 7,0700       |                                                              | |                                  |
| 978  | Park v Tesároch | CHA | Tesársky park     | 1,9600       | Kategorie „Tesáre“ na Wikimedia Commons                      | | 48°35′41″ s. š., 18°4′38″ v. d.  |
| 982  |                 | CHA | Tovarnícky park   | 16,3482      |                                                              | |                                  |
| 1252 |                 | CHA | Viniště           | 5,79         |                                                              | | 48°38′51″ s. š., 18°3′47″ v. d.  |
| 1189 |                 | CHA | Záhrada           | 20,0256      |                                                              | |                                  |

## Zrušená chráněná území
| Kód | Obrázek | Typ | Název               | Rozloha (ha) | Galerie Commons | Popis území                                     | Souřadnice                      |
| --- | ------- | --- | ------------------- | ------------ | --------------- | ----------------------------------------------- | ------------------------------- |
| 23  |         | PR  | Čepúšky             | 58,1280      |                 |                                                 | 48°41′22″ s. š., 18°5′22″ v. d. |
|     |         | CHA | Hajnonovoveský park | 11,71        |                 | Zrušeno k 1. únoru 2011, předmět ochrany zanikl |                                 |
|     |         | PP  | Belanov kút         | 2,72         |                 | Zrušeno k 1. dubnu 2010, předmět ochrany zanikl |                                 |